# Deborah Grant
Deborah Grant, pseudonimo di Deborah Jane Snelling (Londra, 22 febbraio 1947), è un'attrice britannica.

## Biografia
Attiva soprattutto in televisione, è nota al grande pubblico per avere interpretato il personaggio di Deborah Bergerac nella serie televisiva Un asso nella manica.

## Vita privata
Deborah Grant è stata sposata due volte ed ha una figlia, avuta dall'attore Jeremy Child.

## Filmografia parziale

### Cinema
- L'incredibile affare Kopcenko (Otley), regia di Dick Clement (1968)
- The Magic Christian, regia di Joseph McGrath (1969)
- UFO Allarme rosso... attacco alla Terra!, regia di Gerry Anderson (1973)
- Scandal - Il caso Profumo (Scandal), regia di Michael Caton-Jones (1989)
- Attacco al potere 2 (London Has Fallen), regia di Babak Najafi (2016)

### Televisione
- Un asso nella manica (Bergerac) - serie TV, 31 episodi (1981-1991)
- Peak Practice - serie TV, 44 episodi (2000-2002)